# Chimera (film 2001)
Chimera è un film del 2001 diretto da Pappi Corsicato.

## Trama
Una notte, a letto, un marito racconta alla moglie di una coppia di sua conoscenza, la cui relazione è fallita. Ciò porta a una serie di giochi di ruolo per assicurarsi che la loro relazione non proceda sullo stesso percorso.